# Lionel Atwill
Lionel Alfred William Atwill (Croydon, Inglaterra, 1 de marzo de 1885 - Pacific Palisades, Estados Unidos, 22 de abril de 1946) fue un actor británico. Siendo hijo de una familia pudiente, tuvo la intención de estudiar arquitectura, pero mudó su interés en la actuación. A sus veinte años debutó en el Garrick Theatre de Londres. Llegó a los Estados Unidos en 1915, donde, a la par de seguir ejerciendo en el teatro de Broadway, se incorporó en el cine mudo de la época. Su primer rol importante fue en Silent Witness de 1932.
En la década de los años 1930 tuvo una participación asidua en varios filmes de horror, entre ellos El vampiro acecha y Los crímenes del museo, ambas de 1933. En esas fechas desempeñó el papel de antagonista de Marlene Dietrich en El Cantar de los Cantares (película de 1933) de Rouben Mamoulian y en El Diablo era mujer de Josef von Sternberg de 1935. En ese mismo año intervino en la película El capitán Blood de 1935 donde interpretó al tiránico coronel Bishop con un papel más desenvuelto. Asimismo logró una destacada actuación en Son of Frankenstein (1939) junto a Basil Rathbone y Boris Karloff. En el año de 1943 su carrera entró en declive debido al involucramiento en una desenfrenada fiesta donde se perpetró una violación. Frente a las autoridades judiciales fue acusado de perjurio y sentenciado a cinco años con libertad condicional. Después del incidente fue ignorado por las compañías cinematográficas de Hollywood y sólo recibió papeles menores. En cuanto a su vida personal, Atwill tuvo cuatro matrimonios. Murió en 1946 de neumonía.